# Warriors
Warriors är en brittisk TV-film från 1999 i regi av Peter Kosminsky.

## Rollista (i urval)
- Matthew Macfadyen – Alan James, menig
- Damian Lewis – Neil Loughrey, löjtnant
- Cal Macaninch – Andre Sochanik, sergeant
- Ioan Gruffudd – John Feeley, löjtnant
- Predrag Bjelac – Naser Zec

## Om filmen
Warriors är regisserad av Peter Kosminsky. I Sverige visades filmen på TV i två delar, varav den första sändes 23 juli 2001.